# سلام تهران
سلام تهران فیلمی به کارگردانی داریوش کوشان و نویسندگی جمشید صداقت‌نژاد ساختهٔ سال ۱۳۵۶ است.

## خلاصه داستان
همت به عشق سینما و خوانندگی از روستا به پایتخت می‌رود و با عکاس دوره‌گردی به نام عزیز و دوستش داود آشنا می‌شود. آنها با حیله پول‌های همت را تصاحب می‌کنند. عزیز و همت با دختری به نام مریم دوست می‌شوند که مادرش از پدرش بهرام طلاق گرفته‌است. مریم به عزیز علاقمند می‌شود؛ اما او که سرطان دارد از مریم دوری می‌کند. مریم از فرط تنهایی اقدام به خودکشی می‌کند و مادرش او را نجات می‌دهد. همت، که کارش فروش بلیت سینما در بازار سیاه است، دستگیر و پس از طی کرده دورهٔ کارآموزی آزاد می‌شود. عزیز به خرج مادر مریم در بیمارستان بستری می‌شود، و مریم که تصمیم دارد با جوانی از همکاران پدرش به نام فرهاد به فرنگ برود از تصمیمش صرف نظر می‌کند و همراه همت به بیمارستان، به ملاقات عزیز، می‌رود. عزیز پس از ملاقات با مریم جان می‌دهد.

## بازیگران
- مرتضی عقیلی
- مصطفی طاری
- فرشته صادقی (نگین)
- محسن مهدوی
- فریده بیات
- علی زاهدی
- حامد تحصنی
- مهدی منتظر
- طاهر طاهری